# Alexandre Vuilleumier
Alexandre Vuilleumier (* 22. Juli 1982) ist ein Schweizer Schachspieler und professioneller Pokerspieler. Er ist seit 2005 FIDE-Meister und seit 2008 Internationaler Meister. Im Juni 2023 gewann er beim High Roller Six Max ein Bracelet der World Series of Poker.

## Karriere

### Schach
Vuilleumier ist seit 2005 FIDE-Meister und seit 2008 Internationaler Meister. Seine höchste Elo-Zahl von 2402 hatte er im Juli 2006. Vuilleumier gewann mit dem Club d’Echecs de Genève die Schweizerische Mannschaftsmeisterschaft in den Jahren 2012, 2015 und 2019; er war auch in der Top 12, der höchsten französischen Liga, für C.E. de Bois-Colombes aktiv.
| Hier fehlt eine Grafik, die leider im Moment aus technischen Gründen nicht angezeigt werden kann. Wir arbeiten daran! |

### Poker
Vuilleumier spielt seit Januar 2022 auf der Onlinepoker-Plattform GGPoker unter dem Nickname GiannisParios. Bis September 2022 erspielte er sich dort mit Turnierpoker Preisgelder von knapp 140'000 US-Dollar.
Seine erste Geldplatzierung bei einem Live-Turnier erzielte der Schweizer Anfang Juni 2018 bei der World Series of Poker (WSOP) im Rio All-Suite Hotel and Casino in Paradise am Las Vegas Strip. Dort kam er beim Colossus in der Variante No Limit Hold’em in die Geldränge. Auch bei der WSOP 2021 platzierte er sich zweimal im Preisgeld. Anfang Juli 2022 wurde Vuilleumier bei einem Turnier im Wynn Las Vegas Zweiter und erhielt aufgrund eines Deals mit vier anderen Spielern eine Auszahlung von 160'000 US-Dollar. Beim Main Event der European Poker Tour in London belegte er Ende Oktober 2022 den mit knapp 300'000 Britischen Pfund dotierten dritten Platz. Anfang Februar 2023 gewann der Schweizer beim PokerStars Caribbean Adventure auf den Bahamas sein erstes Live-Turnier und sicherte sich den Hauptpreis von knapp 240'000 US-Dollar. Bei der mittlerweile im Horseshoe Las Vegas und Paris Las Vegas ausgespielten WSOP 2023 entschied er Anfang Juni 2023 das 25'000 US-Dollar teure High Roller Six Max für sich. Vuilleumier besiegte ein aus der Weltspitze bestehendes Teilnehmerfeld von über 200 Spielern und erhielt ein Bracelet sowie sein bislang mit Abstand höchstes Preisgeld von mehr als 1,2 Millionen US-Dollar.
Insgesamt hat sich Vuilleumier mit Poker bei Live-Turnieren mehr als 2 Millionen US-Dollar erspielt und ist damit einer der erfolgreichsten Schweizer Pokerspieler.